# Rafail Asbuchanow
Rafail Asbuchanow (25 januari 1989) is een  middenvelder die uitkomt voor KAS Eupen. 
Hij heeft zowel de Russische als de Duitse nationaliteit.

## Statistieken
| seizoen | club                      | land      | competitie                  | wed. | goals |
| ------- | ------------------------- | --------- | --------------------------- | ---- | ----- |
| 2008/09 | FC Carl Zeiss Jena II     | Duitsland | Oberliga NOFV-Süd           | 9    | 0     |
| 2009/10 | SV Ramlingen-Ehlershausen | Duitsland | Oberliga Niedersachsen West | 16   | 1     |
| 2010/11 | TuS 1906 Heeslingen       | Duitsland | Niedersachsenliga           | 21   | 0     |
| 2011/12 | KAS Eupen                 | België    | Tweede Klasse               | 2    | 0     |
|         |                           |           | Totaal                      | 48   | 1     |